# Десять колец
«Де́сять коле́ц» (англ. Ten Rings) — вымышленная преступная организация медиафраншизы «Кинематографическая вселенная Marvel» (КВМ). «Десять колец» является оригинальной организацией КВМ, также являясь отсылкой к десяти космическим кольцам Мандарина из Marvel Comics.
Организация была основана тысячу лет назад бессмертным на то время военачальником Сюй Венву и была названа в честь его мистических десяти колец. На протяжении веков она меняла историю и свергала правительства, действуя подпольно и имея в своём составе множество союзников по всему миру. В 2010 году, организация захватила Тони Старка / Железного человека в плен с целью получения ракет «Иерихон», однако в последствии Старк сбегает. В 2013 году, Олдрич Киллиан притворялся главой организации и в последствии был убит Тони Старком. В 2024 году, Венву передаёт своему сыну Шан-Чи свои десять колец и погибает от Обитателя Тьмы в деревне Та Ло. После этого, организацию возглавила его дочь Сюй Сялинь.
Организация появляется в фильмах «Железный человек» (2008), «Железный человек 2» (2010), «Железный человек 3» (2013), «Человек-муравей» (2015), «Шан-Чи и легенда десяти колец» (2021), в короткометражном фильме «Да здравствует король» (2014), а также в мини-сериале «Мисс Марвел» (2022). Впоследствии «Десять колец» стали являться самостоятельной организацией КВМ.

## Концепция и создание
Впервые Железный человек появился в комиксе Tales of Suspense #39 (март, 1963). В работе над ним приняли участие редактор и автор сюжета Стэн Ли, автор сценария Ларри Либер, художник Дон Хек и художник обложки и дизайнер персонажей Джек Кирби. В своей истории богатый промышленник Тони Старк был ранен и взят в плен враждебными силами в охваченном войной Вьетнаме, но сбежал от своих похитителей, построив бронекостюм. В связи с плавающей временной линией Marvel Comics, сценаристы изменили условия, в которых Старк был ранен и создал свою первую броню. В оригинальной истории 1963 года это была война во Вьетнаме. В 1990-х годах это была первая война в Персидском заливе, а уже в 2000-х — война в Афганистане.
Сценарист Альфред Гоф в 2007 году заявил, что разработал для New Line Cinema фильм о Железном человеке, в котором Мандарин фигурировал в качестве злодея, представляя его как молодого индонезийского террориста, маскирующегося под богатого плейбоя, с которым знаком Тони Старк. Однако во время работы над фильмом «Железный человек» (2008) режиссёр Джон Фавро отказался от Мандарина в пользу Обадайи Стейна в качестве главного антагониста фильма, посчитав, что этот персонаж и фантастические элементы его колец выглядят нереалистично и больше подходят для сиквела с изменённой тональностью. Вместо этого, Мандарин упоминается в фильме через террористическую группировку «Десять колец», вдохновлённую десятью кольцами Мандарина. Изначально, Мандарин задумывался как соперник Тони Старка с собственной корпорацией рядом со «Stark Industries». В итоге, Мандарин должен был пробурить дыру под «Stark Industries», с целью кражи всех технологий Старка; помощник продюсера Джереми Лэтчман назвал эту историю «безумно ужасной» и «не впечатляющей». Фавро счёл, что история о кольцах Мандарина будет уместна только в сиквеле с изменённым тоном. Решение отодвинуть его на задний план сравнимо с Сауроном в романе «Властелин колец» или Палпатином в медиафраншизе «Звёздные войны». В связи с тем, что местом действия фильма «Железный человек» является Афганистан, «Десять колец» была изображена как ближневосточная террористическая группировка; логотип группировки состоит из десяти переплетённых колец, украшенных монгольской письменностью, что является отсылкой к утверждению Мандарина в комиксах о том, что он происходит от Чингисхана. После выхода фильма «Железный человек 3» (2013) правительство Монголии заявило, что использование этого языка связано с терроризмом, и Marvel Studios принесла официальные извинения. Последующие изображения группировки отказались от коннотаций с ближневосточным терроризмом, а участники организации были переделаны так, чтобы походить на представителей современной подпольной преступной организации.
В июле 2019 года на выставке San Diego Comic-Con International был анонсирован фильм «Шан-Чи и легенда десяти колец» (2021), подтверждающий возвращение организации. Кевин Файги отметил роль организации «Десять колец» в КВМ и заявил, что в этом фильме будет представлен настоящий Мандарин и лидер группировки, роль которого исполнит гонконгский актёр Тони Люн Чу Вай. Настоящее имя персонажа «Венву» было раскрыто Кевином Файги на Дне инвестора Disney в декабре 2019 года. В связи с назначением Люна на роль Венву и решением сделать Шан-Чи сыном Мандарина, а не Фу Маньчжу (позже переименованного в Чжэн Цзу), «Десять колец» были полностью переоформлены под китайскую тематику, а их участников сделали очень похожими на членов Си-Фан, преступной организации, которую возглавляет отец Шан-Чи в серии комиксов Master of Kung Fu. Логотип организации также был обновлён с монгольского письма на «безобидные» китайские символы, которые являются синонимами силы или власти, написанные древним шрифтом печати.
В фильме «Шан-Чи и легенда десяти колец» Венву также называет себя «Мастер Хан» — это его псевдоним, используемый в основном каноне комиксов. Это также возможный намёк на то, что Венву является Чингисханом. В фильме «Железный человек» (2008), Раза Хамидми Аль-Вазар также упоминает империю Чингисхана.

## История организации

### Происхождение
Тысячу лет назад Сюй Венву находит десять колец — мистическое оружие, дарующее своему владельцу бессмертие и огромную силу. Венву собирает армию воинов, названных в честь его оружия, завоёвывает множество королевств и свергает правительства на протяжении всей истории человечества. В 1996 году Венву пытается вторгнуться в мистическую деревню Та Ло, но его останавливает и побеждает хранительница деревни Инь Ли. Венву и Инь Ли влюбляются друг в друга. Венву запрещают поселиться в Та Ло из-за его прошлого и Венву увозит Инь Ли с собой в Китай, где они женятся и у них рождаются двое детей — сына Шан-Чи и дочь Сялинь. Довольный своей новой жизнью, Венву оставляет кольца и прекращает деятельность организации «Десять колец», чтобы быть рядом с семьёй. Когда Ли убивают участники триады «Железная банда», Венву возвращает себе свои кольца и возрождает организацию, поручив обучать Шан-Чи боевым искусствам убийце Торговцу смерти; При этом Венву запрещает его сестре Сялинь обучаться. Когда Шан-Чи исполняется 14 лет, Венву поручает ему убить главаря триады «Железная банда» и отомстить за убийство матери. Несмотря на успех, Шан-Чи был травмирован этим испытанием и покинул «Десять Колец», а через шесть лет за ним последовала и Сялинь.

### Пленение Железного человека
В 2010 году исполнительный директор компании «Stark Industries» Обадайя Стейн, отправляющий организации продукцию компании, нанимает участников группировки «Десять колец» для нападения на военный конвой США в котором находится Тони Старк в охваченном войной Афганистане. Группировка захватывает Старка живым и отправляет видеосообщение Стэйну, требуя больше денег за поимку Старка. Лидер группировки Раза Хамидми Аль-Вазар заключает со Старком сделку, по условиям которого Старк создаёт ракету «Иерихон», после чего будет освобождён. Зная, что Раза не сдержит своего слова, Старк и его товарищ по плену Хо Инсен создают прототип бронекостюма, который они хотят использовать для побега. «Десять колец» узнают о их планах и нападают на мастерскую; Инсен жертвует собой, чтобы спасти Старка, который с помощью брони освобождается из пещеры, уничтожает оружие собственного производства и улетает.
Несмотря на неудачу, «Десять колец» продолжают сотрудничать со Стейном и в конце концов получают ракеты «Иерихон», и с помощью них атакуют деревни, в том числе Гульмиру, родную деревню Инсена. Старк надевает усовершенствованную версию костюма и летит в Афганистан, где спасает жителей деревни от организации и уничтожает ракеты. Тем временем Раза и его люди находят остатки прототипа костюма Старка и встречаются со Стейном. Стейн парализует Разу, и убивает всю группу его наёмников, забирая прототип брони себе.
Вскоре после того, как Старк публично раскрывает свою личность как Железного человека, «Десять колец» помогают организовать транспортировку Ивана Ванко в Монако для мщения Старку.

### Атаки подражателей
В 2012 году, пытаясь скрыть взрывы, спровоцированные солдатами, не прошедшими программу по привитию сыворотки «Экстремис», создатель сыворотки Олдрич Киллиан и аналитический центр «Агентство инновационной механики» (А.И.М.) нанимают английского актёра Тревора Слэттери для изображения Венву в пропагандистских видеороликах, которые транслируют на весь мир, где он заявляет, что «Десять колец» причастны к терактам. Обладая ограниченными знаниями об истории Венву и основываясь только на легендах о нём, Киллиан создаёт для Слэттери образ «Мандарина» и даже использует это имя для себя; Слэттери, совершенно не понимая истинного смысла своих действий, считал, что он всего лишь снимается в кино.
Венву возмущается использованием его имени(хоть Америка все таки услышала их существование, но название как "Мандарин" его точно возмутило, думая что взяли с фрукта) и организации в данных целях. Когда Киллиан погибает от рук Пеппер Поттс, Венву посылает агента организации Джексона Норриса для вызволения Слэттери из тюрьмы «Сигейт» для казни. Однако Венву заключает Слэттери в свою тюрьму в качестве «придворного шута», чтобы тот развлекал его и «Десять колец».

### Сделка с Дарреном Кроссом
В 2015 году, учёный А.И.М. Даррен Кросс пытается продать костюмы «Жёлтого Шершня» и «Человека-муравья», и «Десять колец» отправляют одного из своих агентов в качестве покупателя. Однако передача срывается благодаря Скотту Лэнгу.

### Новое появление
В 2024 году Венву начинает слышать голос Инь Ли, который просит освободить её. Венву посылает «Десять Колец», чтобы забрать кулоны, которые Инь Ли подарила своим детям — Шан-Чи и Сялинь. Бритвенный кулак возглавляет миссию по получению кулона Шан-Чи во время поездки на автобусе в Сан-Франциско. После успешного выполнения задания, Венву посылает своих людей забрать кулон у Сялинь в её бойцовский клуб в Макао, что приводит к сражению между Шан-Чи и Сялинь против агентов «Десяти колец», возглавляемых Бритвенным кулаком и Торговцом смертью. Венву прерывает битву и отвозит своих детей и подругу Шан-Чи Кэти в лагерь «Десяти колец».
Там он объясняет детям, что их мать можно спасти и что с помощью двух её кулонов можно попасть в Та Ло. Вставив кулоны, Венву создаёт карту, на которой указано место и время, где открывается проход в Та Ло. Рассказав Кэти некоторые подробности из истории своего сына, Венву сообщает о своих планах уничтожить деревню после освобождения Инь Ли. Шан-Чи, Сялинь и Кэти отказываются выполнять его планы и он помещает их в тюрьму. В ней они встречают Слэттери и его спутника Морриса и с помощью них сбегают из лагеря, чтобы предупредить Та Ло о «Десяти кольцах». Вместо того чтобы пуститься в погоню, Венву решает дождаться назначенной даты и вторгнуться в Та Ло.

#### Битва в Та Ло
Венву и «Десять Колец» прибывают в Та Ло, чтобы уничтожить печать, удерживающую его жену, что приводит к сражению между организацией и жителями деревни. Руководствуясь голосом Инь Ли, Венву начинает разрушать печать, удерживающую её в Та Ло. Не подозревая об этом, он оказывается под контролем Обитателя Тьмы, который использует голос Ли, чтобы обманом заставить его разрушить печать с помощью своих десяти колец. Обнаружив, что их оружие бесполезно против Обитателя и его приспешников, один из которых убивает Торговца Смертью, «Десять Колец» заключают перемирие с жителями деревни для борьбы с новой угрозой. Тем временем Венву, осознавая свою ошибку, жертвует собой, чтобы спасти Шан-Чи от Обитателя, передавая ему десять колец, после чего погибает. Шан-Чи использует десять колец и при помощи Сялинь, дракона Великой Защитницы и Кэти убивает Обитателя. После битвы, оставшиеся в живых участники «Десяти колец» и жители деревни собираются вместе, чтобы почтить память павших воинов обоих армий. Шан-Чи советует Сялинь распустить «Десять колец».

#### Реорганизация
После гибели Венву, его дочь Сялинь, вопреки совету Шан-Чи, возглавляет «Десять колец», и реорганизует организацию, привлекая к обучению не только мужчин, но и женщин.

## Альтернативные версии
Альтернативные версии организации «Десять колец» появляются в первом сезоне анимационного сериала «Что, если…?»:

### Вмешательство Киллмонгера
В альтернативном 2008 году Эрик Стивенс / Киллмонгер спасает Тони Старка, когда «Десять колец» нападают на его военный конвой в Афганистане. Ранее внедрившись в организацию «Десять колец», Киллмонгер использует сведения, полученные во время работы в организации, и после спасения Старка разоблачает причастность Обадийи Стейна к нападению, что приводит к его аресту.

## В комиксах

### Основная линия
После появления в КВМ организация «Десять колец» была включена в комиксы Marvel Comics. О существовании организации было рассказано в комиксе Iron Heart # 1 (ноябрь, 2018) писателя Евы Юинг и художников Кевина Либранды, Джеффо и Лучано Веккио, а в следующем выпуске состоялся её официальный комиксный дебют. В отличие от фильмов, в комиксах эта организация не связана с Мандарином.
«Десять колец» — это тайное общество, строящее свои принципы вокруг Источника Силы. Железное сердце становится его первой мишенью, когда на неё из засады нападают два убийцы, наделённые силой Источника силы. Они хотят, чтобы Железное Сердце отдала свою энергию, однако она на них нападает и начинается бой. После боя они исчезают.
Десять Колец посылают Полуночного Огня сразиться с Железным Сердцем, чтобы выяснить, достойна ли она присоединиться к ним. Во время поединка с Полуночным Огнём Железное Сердце узнаёт, что «Десять Колец» — это террористическая организация, чьи способы тайных действий заставляют некоторых людей верить, что это миф. Полуночный Огонь рассказывает Железному Сердцу свою историю и пытается склонить её к вступлению в организацию. Она отказывается, и их борьба продолжается. «Десять Колец» становятся ответственными за избрание советника Томаса Берча губернатором Иллинойса. Чтобы придать себе достойный вид для избрания Берча, Полуночный Огонь заставляет нескольких детей совершать преступления. Когда Железное Сердце появляется, чтобы остановить «Десять Колец», Полуночный Огонь сражается с ней и терпит поражение. Затем Полуночный Огонь и Берч арестовываются властями.
«Десять колец» отправляют в Чикаго своего оперативника по имени Затмение, чтобы она провела магический обряд, превращающий жителей города в зомби. Железное Сердце и Оса срывают ритуал в международном аэропорту О’Хара, но Затмение телепортируется прочь.
Позднее Железное Сердце узнаёт, что её отец Деметриус «Рири» Уильямс инсценировал свою смерть во время неудачного ограбления бензоколонки и присоединился к «Десяти Кольцам», где у него каким-то образом развился геокинез.

### Secret Wars(2015)
В комиксе Secret Wars (2015) «Десять колец» — один из многочисленных кланов боевых искусств, проживающих в регионе К’ун-Лун, вдохновл`нном стилем Уся. Благодаря своему хозяину, императору Чжэн Цзу, который почти 100 лет побеждал в турнирах Тринадцати Палат, Десять Колец обладают наивысшим авторитетом в К’ун-Луне. «Десять колец» являются заклятым врагом школы «Железный кулак», и её участники способны использовать десять техник боевых искусств, основанных на кольцах Мандарина.

## В других медиа

### Телевидение
В мультсериале «Железный человек: Приключения в броне» Синь Чжан, изображающий Мандарина в сериале, а затем его пасынок и преемник Джин Хан возглавляют тип преступной организации китайских иммигрантов в США под названием Тонг.

### Настольные игры
В Secret Wars Volume 2 для Legendary: A Marvel Deck Building Game есть адаптация версии Battleworld, в которой Чжэн Цзу является императором К’ун-Луна и школы «Десяти Колец». Имя императора пишется как «Чжэн Чжу».